# Toporowe Stawy

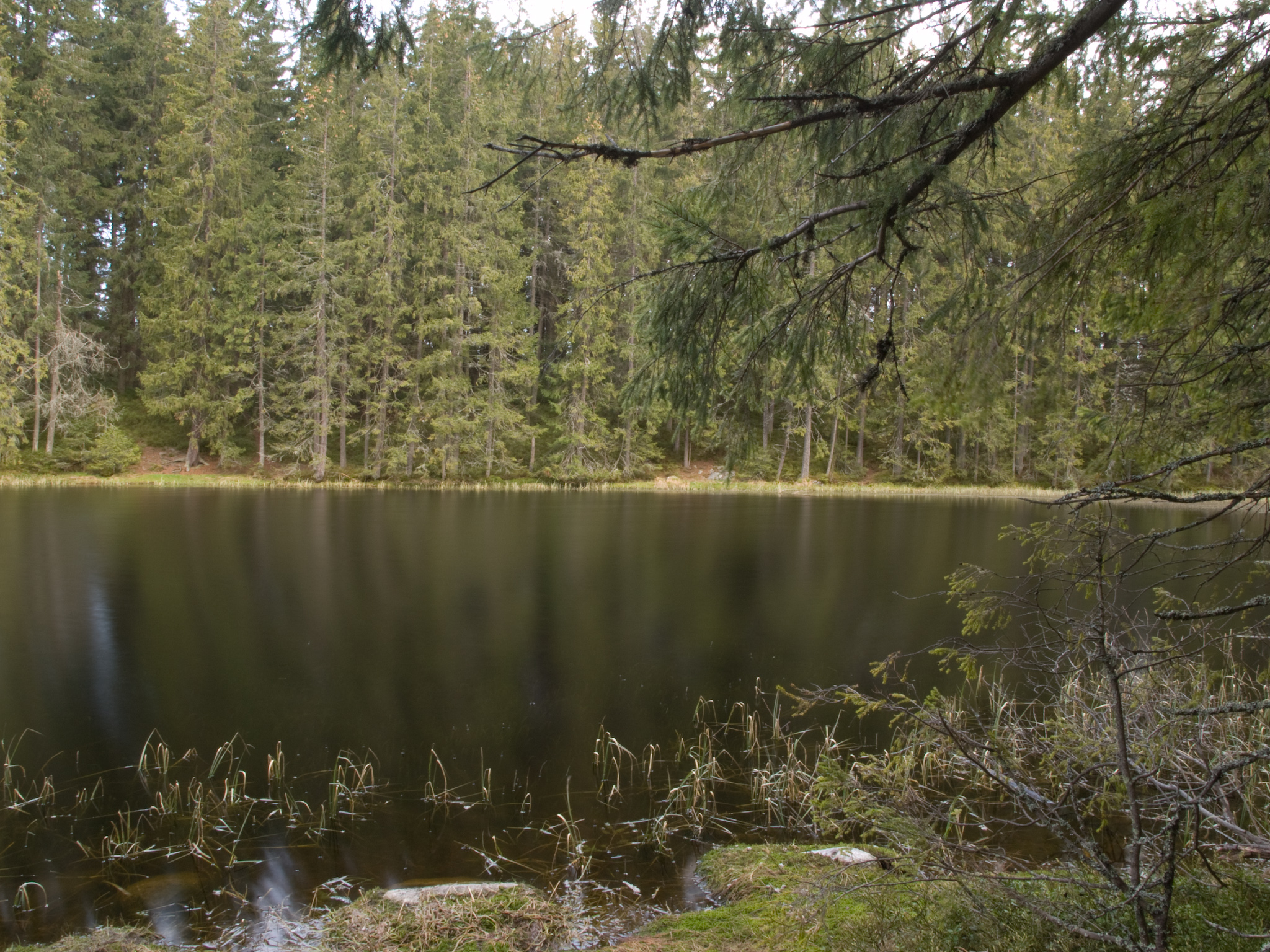
Toporowy Staw Niżni

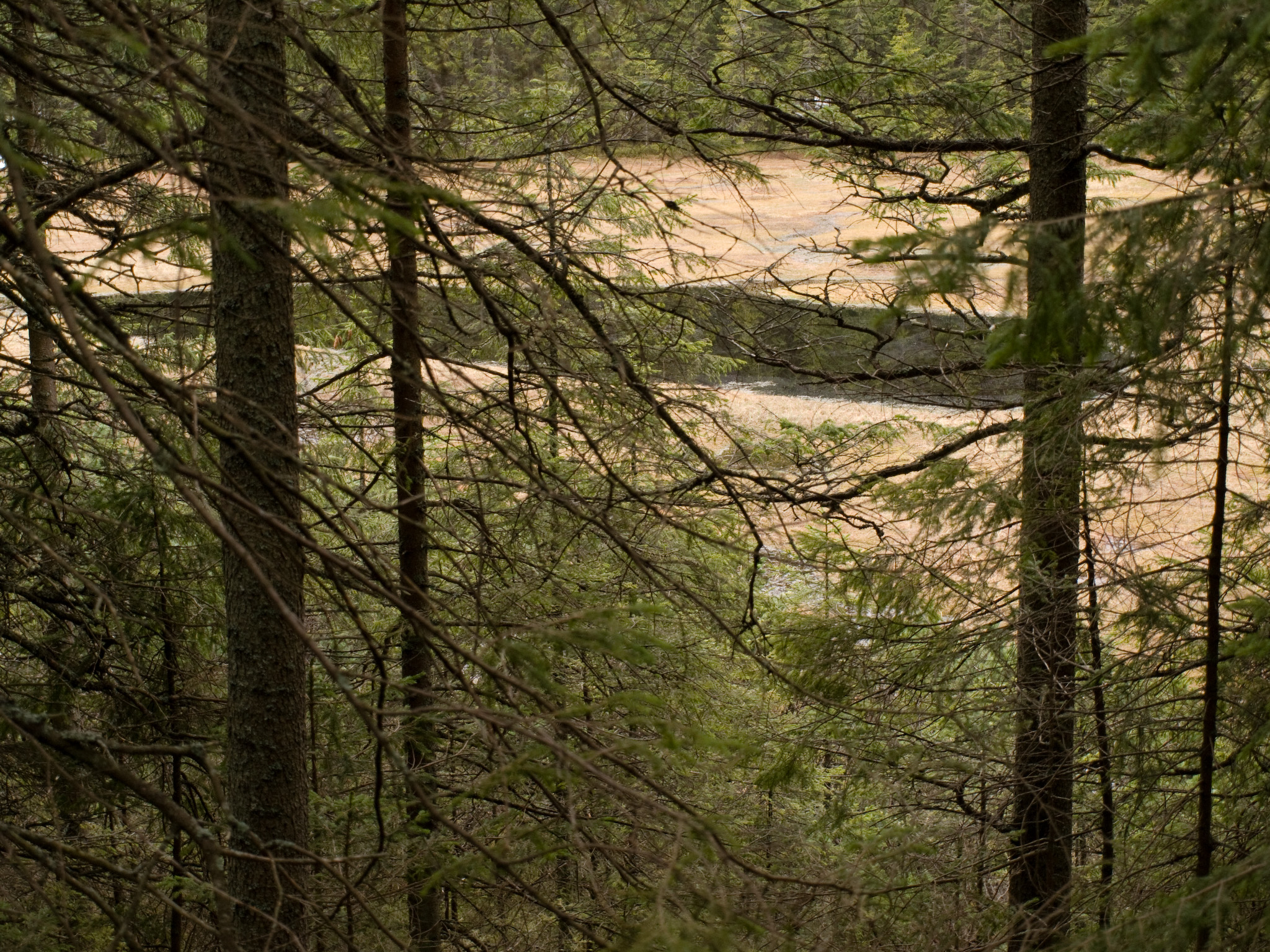
Toporowy Staw Wyżni

Toporowe Stawy je soubor dvou ledovcových jezer nacházejících se v Západních Tatrách v dolní části Doliny Suchej Wody Gąsienicowej.

## Plesa
| název               | rozloha (ha) | délka (m) | šířka (m) | m.hl. (m) | objem (m³) | n.v. (m) | Souřadnice                       |
| ------------------- | ------------ | --------- | --------- | --------- | ---------- | -------- | -------------------------------- |
| Toporowy Staw Niżni | 0,6170       | 185,5     | 51,3      | 5,7       | 11 700     | 1 089    | 49°17′00″ s. š., 20°01′51″ v. d. |
| Toporowy Staw Wyżni | 0,0300       | 30        | 16        | 1,1       | —          | 1 120    | 49°16′46″ s. š., 20°01′47″ v. d. |

## Přístup
Plesa nejsou veřejnosti přístupná.